# UNAM Pumas

Heimspielticket
der Pumas gegen Chivas Guadalajara am 10. Juni 1971

Der Club Universidad Nacional A.C., im deutschen Sprachraum bekannt als UNAM Pumas oder auch als Pumas de la UNAM bezeichnet (das Kürzel UNAM steht für Universidad Nacional Autónoma de México), ist ein Fußballverein aus der mexikanischen Hauptstadt Mexiko-Stadt.
Die UNAM Pumas spielen in der Primera División de México und tragen die Heimspiele im Estadio Olímpico Universitario aus, der Spielstätte der Olympischen Sommerspiele 1968. Das Stadion hat eine Kapazität von 72.449 Plätzen und befindet sich auf dem Gelände der Universität (Universidad Nacional Autónoma de México – UNAM).
Der Klub gewann bisher sieben Mal die mexikanische Meisterschaft und dreimal den CONCACAF Champions Cup. Die größten Rivalen der Pumas sind América, Cruz Azul und Chivas.

## Geschichte
Die Profimannschaft der UNAM wurde am 28. August 1954 gegründet und spielt seit dem Aufstieg von 1962 dauerhaft in der Primera División, der höchsten Spielklasse im mexikanischen Vereinsfußball. In ihren frühen Jahren hatte die Universitätsmannschaft nur geringen Zuspruch und wenig Akzeptanz jenseits des Universitätsgeländes, zumal auch die sportlichen Leistungen anfangs viele Wünsche offenließen. So belegten die Pumas bis einschließlich 1974/75 immer nur Plätze im Mittelfeld bzw. im unteren Bereich der Tabelle. Die beiden einzigen positiven Ausnahmen datieren aus den Spielzeiten 1967/68, als UNAM Vizemeister wurde und in der darauffolgenden Saison den 4. Platz belegte.
Mit den in den späten 1970er Jahren eintretenden Erfolgen stieg auch das Interesse für den Verein, der sich längst zum zweitpopulärsten Fußballteam von Mexiko-Stadt und dem drittpopulärsten Verein von Mexiko (hinter Mexikos beliebtestem Verein Chivas Guadalajara und dem traditionellen Erzrivalen América) entwickelt hatte.
Mit América hatten die Pumas sich schon in den drei aufeinander folgenden Spielzeiten zwischen 1975/76 und 1977/78 ein spannendes Kopf-an-Kopf-Rennen in der Meisterschaft geliefert, die zweimal von América und einmal von den Pumas als punktbestes Team der regulären Meisterschaftsrunde (Superlider) beendet wurde. Die Bezeichnung „Superlider“ ist nur ein Ehrentitel, weil der eigentliche Meisterschaftskampf erst in den Play-offs (in Mexiko Liguilla genannt) beginnt, wo sich die beiden Mannschaften in jenen Jahren aber nicht mehr begegneten. Dennoch trugen diese Jahre, in denen Pumas und Águilas wohl die beiden stärksten Mannschaften Mexikos stellten, viel zur Entwicklung ihrer gehässigen Rivalität bei.
In den Spielzeiten 1978/79 und 1980/81 entlud sich ihre Rivalität mit dem anderen bedeutenden Stadtrivalen Cruz Azul jeweils im Meisterschaftsfinale. Nachdem Cruz Azul sich im ersten Vergleich (mit 0:0 und 2:0) durchsetzen konnte, behielten die Pumas zwei Jahre später (mit 0:1 und 4:1) die Oberhand. Beide Mannschaften sind sich in den zehn Spielzeiten zwischen 1994/95 und 2003/04 insgesamt viermal in den Play-offs begegnet, wobei die Pumas sich dreimal durchsetzen konnten und dabei ihre Heimspiele jeweils mit 3:2 gewannen.
Zur unumstößlichen Feindschaft mit América kam es dann spätestens 1984/85. Die Pumas hatten jene Saison erneut als Superlider beendet und waren bis ins Finale vorgestoßen, das diesmal gegen América zu bestreiten war.
Nach einem 1:1 im Aztekenstadion war der Andrang zum Rückspiel im Estadio Ciudad Universitaria, dem Universitäts- und Olympiastadion, enorm. Viele Menschen wollten sich auch ohne Ticket Zutritt zum Stadion verschaffen. Bei dem unkoordinierten Massenandrang wurden neun Menschen zu Tode gequetscht und einige Dutzend verletzt. Die Hauptschuld trugen die „porros“, eine Art von städtischen Pseudo-Studenten, die jede Menge Zeit außerhalb der Lehrräume verbrachten und weder lernten noch Geld verdienten. Dieser Vorfall trug sich nur zwei Wochen nach der Heysel-Tragödie zu.
Das Finalrückspiel von 1985 endete torlos; vor allem deshalb, weil América – eigentlich eher untypisch für sie – in dieser Partie auf eine starke Defensive setzte, um ein drittes Spiel zu erreichen. Dieses fand in Querétaro statt und wurde von América mit 3:1 gewonnen. Allerdings nur aufgrund einiger krasser Fehlentscheidungen. Denn den Pumas wurden gleich drei eindeutige Elfmeter verweigert, während América einen Elfmeter geschenkt bekam. Der Schiedsrichter wurde zwar offiziell von der Bestechung durch América freigesprochen, sollte anschließend aber dennoch nie wieder ein Spiel leiten.
Im Finale der Saison 1987/88 standen sich erneut Pumas und Águilas gegenüber. Auch diesmal behielt América (mit 0:1 und 4:1) die Oberhand.
Getreu dem Motto „Alle drei Jahre wieder“ kam es auch 1990/91 zu einer Endspielpaarung zwischen diesen beiden Mannschaften. Die Pumas hatten eine hervorragende Saison hinter sich gebracht, die sie als Superlider mit der stolzen Bilanz von 55-21 Punkten und einem Vorsprung von 8 Punkten auf den Zweitplatzierten Monterrey beendet hatten. Von 38 Spielen wurden 25 gewonnen, eine ausgezeichnete Bilanz. Die Dominanz hielt auch in den Play-offs an, wo man sich souverän mit 1:0 und 5:1 über Morelia sowie mit 1:0 und 2:0 gegen Puebla durchsetzte und das Finale erreichte. Zwar unterlag man im Rückspiel auf eigenem Terrain mit 0:1 gegen América, wurde aber aufgrund der in dieser Spielzeit geltenden Auswärtstorregel dennoch Meister, weil man das Hinspiel im Aztekenstadion mit 3:2 zu seinen Gunsten entschieden hatte.
Doch nach dieser Meisterschaft verliefen die 1990er Jahre recht erfolglos. Erstmals in der Apertura 1998/99 konnten die Pumas wieder ein Halbfinale erreichen, was von da an immerhin häufiger vorkommen sollte.
Das seit ihrer von 1977 bis 1991 währenden Glanzzeit (in der die Pumas jeweils dreimal Meister und CONCACAF-Champions-Cup-Sieger wurden) erfolgreichste Jahr war 2004, als die Pumas unter Trainer Hugo Sánchez gleich beide Meisterschaften (die Clausura 2003/04 und die Apertura 2004/05) gewinnen konnten. 2005 trumpften die Pumas in der Copa Sudamericana groß auf. Auf dem Weg ins Finale hatte man immerhin Corinthians São Paulo, den Sieger der ersten FIFA-Klub-WM im Jahr 2000 (mit 1:2 und 3:0) sowie die argentinische Spitzenmannschaft Vélez Sársfield (mit 0:0 und 4:0) relativ deutlich aus dem Wege geräumt. In den Finalspielen selbst unterlag man dann etwas unglücklich mit 3:4 im Elfmeterschießen gegen die im neuen Jahrtausend bisher erfolgreichste Mannschaft Südamerikas, die Boca Juniors, nachdem Hin- und Rückspiel jeweils 1:1 geendet hatten.
In der jüngsten Clubgeschichte konnten zwei weitere Meisterschaften errungen werden. Im Finale der Clausura 2009 konnten sich die Pumas gegen Pachuca durchsetzen, nachdem sie in der regulären Saison den dritten Tabellenplatz erkämpft hatten. Seit diesem Zeitpunkt setzte der Verein strategisch vor allem auf Nachwuchsspieler aus den eigenen Reihen und es wurden so gut wie keine Spieler mehr eingekauft. Mit dieser Neuausrichtung und dem Einsatz altgedienter Pumas-Spieler wie Leandro Augusto oder Darío Verón konnten die Pumas auch den Titel der Clausura 2011 erringen, indem sie sich im Finale vor heimischer Kulisse 2:1 gegen Monarcas Morelia durchsetzten.

## Historische Logos

Historisches Logo 1

## Kader 2025/26
Stand: 6. August 2025
| Nr. |            | Position | Name             |
| --- | ---------- | -------- | ---------------- |
| 1   | Costa Rica | TW       | Keylor Navas     |
| 35  | Mexiko     | TW       | Pablo Lara       |
|     | Mexiko     | TW       | Rodrigo Parra    |
| 2   | Mexiko     | AB       | Pablo Bennevendo |
| 4   | Spanien    | AB       | Rubén Duarte     |
| 6   | Brasilien  | AB       | Nathan Silva     |
| 13  | Mexiko     | AB       | Pablo Monroy     |
| 77  | Kolumbien  | AB       | Álvaro Angulo    |
| 215 | Mexiko     | AB       | Ángel Azuaje     |
| 7   | Mexiko     | MF       | Rodrigo López    |
| 8   | Kolumbien  | MF       | José Caicedo     |

| Nr. |         | Position | Name                   |
| --- | ------- | -------- | ---------------------- |
| 10  | Wales   | MF       | Aaron Ramsey           |
| 15  | Mexiko  | MF       | Ulises Rivas           |
| 20  | Mexiko  | MF       | Santiago Trigos        |
| 26  | Mexiko  | MF       | Ángel Rico             |
| 27  | Peru    | MF       | Piero Quispe           |
| 28  | Panama  | MF       | Adalberto Carrasquilla |
| 45  | Ecuador | MF       | Pedro Vite             |
| 9   | Mexiko  | ST       | Guillermo Martínez     |
| 17  | Mexiko  | ST       | Jorge Ruvalcaba        |
| 30  | Kanada  | ST       | Santiago López         |

## Erfolge
- Mexikanischer Meister: 7 Titel (1977, 1981, 1991, Clausura 2004, Apertura 2004, Clausura 2009, Clausura 2011)
- Mexikanischer Pokalsieger: 1 Titel (1975)
- Mexikanischer Supercup: 2 Titel (1975, 2004)
- CONCACAF Champions Cup: 3 Siege (1980, 1982, 1989)
- Copa Interamericana: 1 (1981)
- Copa Sudamericana: 1 Finalteilnahme (2005)
- Trofeo Santiago Bernabéu: 1 (2004)

## Besondere Mannschaften

### Die Meistermannschaften

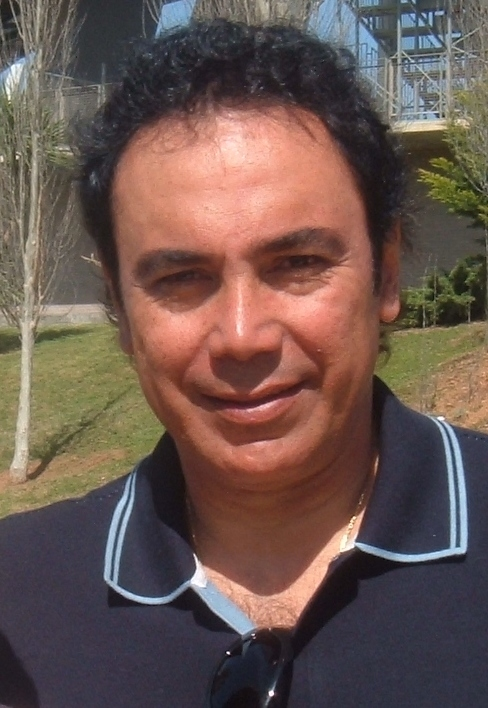
Hugo Sánchez war einer der größten Spieler Mexikos aller Zeiten und mit den Pumas je zweimal Meister als Spieler und Trainer.

- Saison 1976/77: Enrique Vázquez del Mercado, Horacio Sánchez (Tor) – Jesús Iturralde, Arturo Vázquez Ayala, Genaro Bermúdez, Ernesto Cervantes, Jorge Vergara, Domingo de la Mora, José Javier Trujillo, Ricardo Guzmán, Rubén Medina (Abwehr) – Leonardo Cuéllar, Spencer Coelho, Héctor Sanabria, José Luis López Mejía, José Gerardo Candido, Washington Olivera, Ladislao Domínguez, José de Jesús Ramírez „Chucho“, Aender Navarro (Mittelfeld) – Hugo Sánchez, Evanivaldo Castro „Cabinho“, Juan José Muñante „La Cobra“, Mario Trejo (Sturm). Trainer: Jorge Marik
- Saison 1980/81: Olaf Heredia, Jorge Humberto Espinoza, Federico Valerio Escobedo – Rafael Amador, Gustavo Vargas, Jorge Paolino, Pablo Luna, Eduardo Salcedo, Dimitri Haik, José Javier Trujillo, Ricardo Guzmán, Raúl Servín – Ricardo Ferretti, Manuel Manzo, José Luis López Mejía, Manuel Negrete, Enrique López Zarza, Fernando Lara, Mauricio Peña, Alfonso Rubio, Gerardo Coria – Hugo Sánchez, Luis Flores, Jorge Isaias, Germán Tello. Trainer: Bora Milutinović
- Saison 1990/91: Jorge Campos, Sergio Bernal – Juan de Dios Ramírez Perales, Abraham Nava, Claudio Suárez, Antonio Torres Servín, Roberto Medina, Constantino López, Israel Castillo – Ricardo Ferretti, Alberto García Aspe, Miguel España, Marcos Misdrahi, José Antonio Noriega, Moisés Garduño, Rodolfo Sánchez – Luis García, David Patiño, Juan Carlos Vera, Jorge Santillana. Trainer: Miguel Mejía Barón
- Clausura 2004: Sergio Bernal – Darío Verón, Joaquín Beltrán, Gonzalo Pineda, Israel López, Marco Antonio Palacios – Gerardo Galindo, Leandro Augusto, José Luis López, José Aílton da Silva, Israel Castro, Jaime Lozano, Joaquín del Olmo, David Toledo, Luis Ignacio González, Efraín Velarde, Ricardo Balderas – Francisco Fonseca, Bruno Marioni, Ismael Íñiguez, Joaquín Botero, Moctezuma Serrato, Hugo Sánchez Portugal. Trainer: Hugo Sánchez
- Apertura 2004: Sergio Bernal, Alejandro Palacios – Joaquín Beltrán, Darío Verón, Gonzalo Pineda, Marco Antonio Palacios, Israel López – Gerardo Galindo, Israel Castro, Jaime Lozano, Leandro Augusto, Joaquín del Olmo, José Luis López, David Toledo, José Aílton da Silva, Fernando Espinosa, Fernando Morales – Joaquín Botero, Francisco Fonseca, Ismael Íñiguez, Diego Alonso, Agustín Delgado, Hugo Sánchez Portugal. Trainer: Hugo Sánchez.
- Clausura 2009: Sergio Bernal, Odín Patiño – Israel Castro, Efraín Velarde, Marco Antonio Palacios, Darío Verón, Jehu Chiapas, Carlos Humberto González, Luis Fuentes – Efraín Juárez, David Toledo, Leandro Augusto, David Cabrera, Fernando Espinosa, Alex Diego – Dante López, Ismael Íñiguez, Martín Bravo, Pablo Barrera, Francisco Palencia, Fernando Morales, Juan Carlos Cacho. Trainer: Ricardo Ferretti
- Clausura 2011: Alejandro Palacios – Darío Verón, Marco Antonio Palacios, Efraín Velarde, Luis Fuentes, Erik Vera – Israel Castro (Kapitän), David Cabrera, Jehu Chiapas, Leandro Augusto, Carlos Emilio Orrantía, Fernando Espinosa, Óscar Ricardo Rojas – Javier Cortés, Martín Bravo, Dante López, Francisco Palencia, Juan Carlos Cacho, David Izazola. Trainer: Guillermo Vázquez.

### Die „beste Pumas-Elf aller Zeiten“
Die mexikanische Sportzeitung Récord hat folgendes „Dreamteam“ des Club Universidad Nacional mit den wichtigsten Spielern in der Vereinsgeschichte der Pumas ermittelt (die Jahreszahlen in Klammern beschreiben die Vereinszugehörigkeit):
Jorge Campos (1988–1995, 1998–2000, 2001/02) – Raúl Servín (1980–1989), Darío Verón (seit 2003), Claudio Suárez (1988–1996), Arturo Vázquez Ayala (1970–1979) – Ricardo Ferretti (1978–1985, 1987/88, 1990/91), Miguel España (1983–1994 sowie 2001–2003), Manuel Negrete (1979–1986, 1987–1990, 1991/92) – Cabinho (1974–1979), Hugo Sánchez (1976–1981), Juan José Muñante (1976–1980).

## Pumas Trainer
(unvollständig)
- 1962–1963:  Octavio Vial
- 1963:  Carlos Peters
- 1964–1965:  Renato Cesarini
- 1965–1966:  Ángel Papadopulos
- 1966–1967:  Ángel Pérez
- 1967–1968:  Walter Ormeño
- 1968–1969:  Árpád Fekete
- 1969–1970:  Ángel Papadopulos
- 1970–1971:  Alfonso Portugal
- 1971–1974:  Ángel Zubieta
- 1974–1975:  Carlos Iturralde Rivero
- 1976–1977:  Jorge Marik
- 1977–1983:  Bora Milutinović
- 1983–1987:  Mario Velarde
- 1987–1988:  Héctor Sanabria
- 1988–1991:  Miguel Mejía Barón
- 1991–1996:  Ricardo Ferretti
- 1996:  Pablo Luna
- 1996–1997:  Luis Flores
- 1997–1998:  Enrique López Zarza
- 1998–1999:  Roberto Saporiti
- 1999–2000:  Rafael Amador
- 2000:  Hugo Sánchez
- 2001:  Miguel Mejía Barón
- 2001–2005:  Hugo Sánchez
- 2005–2006:  Miguel España
- 2006:  Guillermo Vázquez Jr.
- 2006–2010  Ricardo Ferretti
- 2010–2012:  Guillermo Vázquez Jr.
- 2012:  Joaquín del Olmo
- 2012:  Mario Carrillo
- 2012–2013:  Antonio Torres Servín
- 2013–2014: José Luis Trejo
- 2014–2016: Guillermo Vázquez Jr.
- 2016–2017 :  Francisco Palencia
- 2017 :  Sergio Egea
- 2017–2019 :  David Patiño
- 2019 :  Bruno Marioni
- 2019–2020 :  Michel

## Bekannte ehemalige Spieler
(Auswahl)
- Sergio Bernal (seit 1988 für die Pumas aktiv in über 450 Ligaspielen)
- Jorge Campos (1988–1995, 1998–2000, 2001–2002; ehemaliger Nationalspieler Mexikos)
- Ricardo Ferretti (1978–1985, 1987–1988, 1990–1991; 1991–1996 und seit 2006 Trainer der Pumas)
- Francisco Fonseca (2002–2004; ehemaliger Spieler für u. a. Benfica Lissabon und Mexiko)
- Luis García (1985–1991; ehemaliger Spieler für u. a. Atlético Madrid und Mexiko)
- Alberto García Aspe (1984–1991; ehemaliger Nationalspieler Mexikos)
- Bruno Marioni (2004–2006; ehemaliger Spieler für u. a. Sporting Lissabon und Villarreal CF)
- Bora Milutinović (1970er; ehemaliger Spieler für u. a. AS Monaco und ehem. Nationaltrainer u. a. Mexikos)
- Manuel Negrete Arias (1979–1986, 1987–1990; ehemaliger Nationalspieler Mexikos)
- Hugo Sánchez (1975–1979, 1979–1980, 1980–1981; ehemaliger Spieler für u. a. Real Madrid und Mexiko)
- Bernd Schuster (1996–1997; ehemaliger Spieler für u. a. Real Madrid, FC Barcelona und Deutschland)
- Ignacio Scocco (2006–2008; aktuell aktiv für AEK Athen und aktueller Nationalspieler Argentiniens)
- Mike Sorber (1994–1995; ehemaliger Nationalspieler der USA)
- Claudio Suárez (1988–1996; Rekordnationalspieler für Mexiko)

## Verschiedenes
- Die bedeutendste Fangruppe der Pumas nennt sich La Rebel.
- Das bedeutendste Filialteam der Pumas ist Pumas Morelos.

### Bekannte Fans
Zu den bekannten Fans der Pumas zählen unter anderem:
- Carmen Aristegui, Journalistin
- Gael García Bernal, Schauspieler
- Joaquín López-Dóriga, Journalist und Moderator
- Álex Lora, Musiker (El Tri)
- Diego Luna, Schauspieler und Regisseur
- Mark Sanchez, American-Football-Spieler (Quarterback)